# Cebrones del Río
Cebrones del Río (leóni nyelven Zebrones del Ríu) település Spanyolországban, León tartományban. Lakosainak száma 435 fő (2024).

## Földrajza
Cebrones del Río La Bañeza, Regueras de Arriba, Valdefuentes del Páramo, Zotes del Páramo, Roperuelos del Páramo, Quintana del Marco és Santa Elena de Jamuz községekkel határos.

## Népesség
A település lakosságának változását az alábbi diagram mutatja:
| Lakosok száma | 675  | 642  | 606  | 581  | 546  | 532  | 472  | 451  | 437  | 435  |
|               | 2001 | 2004 | 2007 | 2009 | 2012 | 2014 | 2017 | 2019 | 2022 | 2024 |